# Сент-Клер (Міссурі)
Сент-Клер (англ. Saint Clair) — місто (англ. city) в США, в окрузі Франклін штату Міссурі. Населення — 4791 особа (2020).

## Географія
Сент-Клер розташований за координатами 38°20′56″ пн. ш. 90°59′15″ зх. д. / 38.34889° пн. ш. 90.98750° зх. д. (38.348942, -90.987401).  За даними Бюро перепису населення США в 2010 році місто мало площу 9,61 км², з яких 9,58 км² — суходіл та 0,03 км² — водойми. В 2017 році площа становила 12,35 км², з яких 12,32 км² — суходіл та 0,03 км² — водойми.

## Демографія
Згідно з переписом 2010 року, у місті мешкали 4724 особи в 1908 домогосподарствах у складі 1136 родин. Густота населення становила 492 особи/км².  Було 2142 помешкання (223/км²).
Расовий склад населення:
| - 96,9 % — білих - 1,0 % — чорних або афроамериканців - 0,3 % — корінних американців - 0,1 % — азіатів |

До двох чи більше рас належало 1,4 %. Частка іспаномовних становила 1,2 % від усіх жителів.
За віковим діапазоном населення розподілялося таким чином: 26,6 % — особи молодші 18 років, 60,6 % — особи у віці 18—64 років, 12,8 % — особи у віці 65 років та старші. Медіана віку мешканця становила 33,1 року. На 100 осіб жіночої статі у місті припадало 89,0 чоловіків;  на 100 жінок у віці від 18 років та старших — 84,2 чоловіків також старших 18 років.
Середній дохід на одне домашнє господарство  становив 44 026 доларів США (медіана — 36 569), а середній дохід на одну сім'ю — 59 223 долари (медіана — 56 350). За межею бідності перебувало 15,9 % осіб, у тому числі 25,8 % дітей у віці до 18 років та 5,1 % осіб у віці 65 років та старших.
Цивільне працевлаштоване населення становило 2065 осіб. Основні галузі зайнятості: виробництво — 24,1 %, роздрібна торгівля — 15,6 %, освіта, охорона здоров'я та соціальна допомога — 14,8 %.